# Javier Menéndez Llamazares
Javier Menéndez Llamazares (León, 28 de mayo de 1973) es un escritor español.
Se tituló en Biblioteconomía y Documentación y en Lingüística en la Universidad de León. Su familia es de la comarca del Curueño, se crio en el barrio de La Palomera de León y además ha vivido en Colonia (Alemania) y La Bañeza (León), aunque desde 2004 está afincado en Santander (Cantabria). 
Actualmente es columnista de El Diario Montañés, donde publica semanalmente en las secciones de Cultura, Opinión y Deportes, además del suplemento cultural Sotileza. Mantuvo junto al periodista Guillermo Balbona el blog literario A toda página. A comienzos de los años 2000 trabajó en la radio municipal de La Bañeza y fue editor del semanario Las Comarcas. Desde 2010 a 2015 colaboró en la edición en Cantabria del magacín dominical A vivir que son dos días (Cadena SER), con la sección Letras en red. De 2013 a 2014 dirigió Flic!, Feria del Libro Independiente en Cantabria.

## Obra literaria
- El método Coué (2009), novela. Editorial Funambulista
- Cosas que no se pueden encontrar en internet (2009), poesía. Universidad de Cantabria
- Con amigos como tú (2010), relatos.[1] Los Libros de Camparredonda
- Todos los charcos (2012), artículos.[2] Editorial Valnera
- La teoría del vaso de agua (2013), novela. Editorial Salto de Página
- Palabras que no cambiarán el mundo (2018), artículos. Septentrión Ediciones
- La medida del tiempo (2018), poesía. Gobierno de Cantabria

## Novelas

### El método Coué
Su primera novela, El método Coué, apareció en mayo de 2009, publicada por la editorial madrileña Funambulista. El editor Max Lacruz descubrió el texto en el blog del autor, donde se ofrecía un anticipo con los primeros capítulos. Una segunda edición apareció a principios de 2010. Para la campaña promocional, la editorial encargó un book-trailer al cineasta José Luis Santos que fue producido por los hermanos Sainz Crespo y rodado en Santander.
El libro recrea una antigua historia familiar, de tintes casi legendarios, acerca de la aventura de Manuel Llamazares, tío abuelo del autor (a quien no llegó a conocer), durante la Segunda Guerra Mundial, donde combatió en la Escuadrilla Azul. La acción se desarrolla en el frente ruso, en Berlín y en el valle del Curueño.
El título hace referencia a una terapia autosugestiva ideada por el psicólogo francés Émile Coué a finales del siglo XIX, que el protagonista del relato interpreta de manera peculiar.
A juicio de la crítica, se trata de «un ejercicio muy preciso de contextualización que, a la vez que logra el pulso narrativo, nos proporciona una perspectiva inédita», con «una historia de superación, de búsqueda de las metas y de amor. De fondo, la Alemania nazi en su apogeo y España, su gente y sus circunstancias como motor emocional de una trama que se compone de personajes reales y ficticios y de situaciones que pudieron ser y quizás, y esto es lo maravilloso de la literatura, probablemente, fueron así».

### La teoría del vaso de agua
Su segunda novela, La teoría del vaso del agua, fue publicada por la editorial Salto de Página en abril de 2013. Ambientada durante las revueltas estudiantiles del 1967 y 1968 en Alemania, está protagonizada por una joven española, Carmen Arruti, que cursa estudios de comercio y termina uniéndose a una singular comuna, Trobriand, y participando en las protestas políticas que tuvieron lugar en Berlín.
Además de los personajes de ficción, aparecen una serie de personajes históricos de la época, como el líder estudiantil Rudi Dutschke, el filósofo Herbert Marcuse o el empresario editorial Axel Springer y referencias al movimiento provo holandés.
La crítica ha destacado el ritmo narrativo y la labor de documentación, además de un afinado sentido del humor.